# 德圖爾鎮區 (密歇根州)
德圖爾鎮區（英語：DeTour Township）是位於美國密西根州契皮瓦縣的一個行政鎮區。

## 地方資料
德圖爾鎮區的面積為195.40平方千米，當中陸地面積為126.30平方千米，而水域面積為69.10平方千米。根據2020年美國人口普查的數據，當地共有人口671人，而人口密度為每平方千米3.43人。